# آیامی ناکاجو
آیامی ناکاجو (انگلیسی: Ayami Nakajo؛ زادهٔ ۴ فوریهٔ ۱۹۹۷) بازیگر، و مدل (شخص) اهل ژاپن است. وی از سال ۲۰۱۱ میلادی تاکنون مشغول فعالیت بوده‌است.
از فیلم‌ها یا برنامه‌های تلویزیونی که وی در آن نقش داشته‌است می‌توان به فیتال فریم اشاره کرد.